# 小行星列表/302901-303000
| 名稱                      | 臨時編號   | 發現日期       | 發現地點     | 發現者                         |
| ------------------------- | ---------- | -------------- | ------------ | ------------------------------ |
| 小行星302901              | 2003 QG50  | 2003年8月22日  | 帕洛马山     | 近地小行星追踪                 |
| 小行星302902              | 2003 QF105 | 2003年8月31日  | 茂宜岛       | 近地小行星追踪                 |
| 小行星302903              | 2003 QY112 | 2003年8月30日  | 茂宜岛       | 近地小行星追踪                 |
| 小行星302904              | 2003 RE    | 2003年9月1日   | 索科罗       | 林肯近地小行星研究小组         |
| 小行星302905              | 2003 SQ29  | 2003年9月18日  | 帕洛马山     | 近地小行星追踪                 |
| 小行星302906              | 2003 ST29  | 2003年9月18日  | 本森         | 杨光宇                         |
| 小行星302907              | 2003 SR34  | 2003年9月18日  | 帕洛马山     | 近地小行星追踪                 |
| 小行星302908              | 2003 SZ39  | 2003年9月16日  | 帕洛马山     | 近地小行星追踪                 |
| 小行星302909              | 2003 SW42  | 2003年9月16日  | 安德森台地   | 洛厄尔天文台近地小行星搜寻计划 |
| 小行星302910              | 2003 SC48  | 2003年9月18日  | 帕洛马山     | 近地小行星追踪                 |
| 小行星302911              | 2003 SS51  | 2003年9月18日  | 帕洛马山     | 近地小行星追踪                 |
| 小行星302912              | 2003 ST51  | 2003年9月18日  | 帕洛马山     | 近地小行星追踪                 |
| 小行星302913              | 2003 SE57  | 2003年9月16日  | 基特峰       | 太空监视                       |
| 小行星302914              | 2003 SS61  | 2003年9月17日  | 索科罗       | 林肯近地小行星研究小组         |
| 小行星302915              | 2003 SZ77  | 2003年9月19日  | 基特峰       | 太空监视                       |
| 小行星302916              | 2003 SX94  | 2003年9月19日  | 基特峰       | 太空监视                       |
| 小行星302917              | 2003 SC102 | 2003年9月20日  | 索科罗       | 林肯近地小行星研究小组         |
| 小行星302918              | 2003 SM122 | 2003年9月18日  | 安德森台地   | 洛厄尔天文台近地小行星搜寻计划 |
| 小行星302919              | 2003 SA130 | 2003年9月21日  | 索科罗       | 林肯近地小行星研究小组         |
| 小行星302920              | 2003 SX157 | 2003年9月20日  | 索科罗       | 林肯近地小行星研究小组         |
| 小行星302921              | 2003 SK168 | 2003年9月23日  | 茂宜岛       | 近地小行星追踪                 |
| 小行星302922              | 2003 SN178 | 2003年9月19日  | 帕洛马山     | 近地小行星追踪                 |
| 小行星302923              | 2003 SG195 | 2003年9月20日  | 帕洛马山     | 近地小行星追踪                 |
| 小行星302924              | 2003 SA211 | 2003年9月23日  | 帕洛马山     | 近地小行星追踪                 |
| 小行星302925              | 2003 SW216 | 2003年9月27日  | 索科罗       | 林肯近地小行星研究小组         |
| 小行星302926              | 2003 SF222 | 2003年9月27日  | 本森         | 杨光宇                         |
| 小行星302927              | 2003 SJ228 | 2003年9月28日  | 基特峰       | 太空监视                       |
| 小行星302928              | 2003 SE245 | 2003年9月26日  | 索科罗       | 林肯近地小行星研究小组         |
| 小行星302929              | 2003 SY256 | 2003年9月28日  | 基特峰       | 太空监视                       |
| 小行星302930              | 2003 SB267 | 2003年9月29日  | 索科罗       | 林肯近地小行星研究小组         |
| 小行星302931              | 2003 SP284 | 2003年9月20日  | 索科罗       | 林肯近地小行星研究小组         |
| 小行星302932Francoballoni | 2003 SB314 | 2003年9月29日  | 安德魯紹夫卡 | 安德魯紹夫卡天文台             |
| 小行星302933              | 2003 SY322 | 2003年9月16日  | 帕洛马山     | 近地小行星追踪                 |
| 小行星302934              | 2003 SL332 | 2003年9月28日  | 索科罗       | 林肯近地小行星研究小组         |
| 小行星302935              | 2003 SC334 | 2003年9月22日  | 基特峰       | 太空监视                       |
| 小行星302936              | 2003 SB335 | 2003年9月26日  | 阿帕契點     | 史隆數位巡天                   |
| 小行星302937              | 2003 SA382 | 2003年9月26日  | 阿帕契點     | 史隆數位巡天                   |
| 小行星302938              | 2003 SX391 | 2003年9月26日  | 阿帕契點     | 史隆數位巡天                   |
| 小行星302939              | 2003 SW396 | 2003年9月26日  | 阿帕契點     | 史隆數位巡天                   |
| 小行星302940              | 2003 SR407 | 2003年9月27日  | 阿帕契點     | 史隆數位巡天                   |
| 小行星302941              | 2003 SD416 | 2003年9月28日  | 阿帕契點     | 史隆數位巡天                   |
| 小行星302942              | 2003 SE423 | 2003年9月19日  | 基特峰       | 太空监视                       |
| 小行星302943              | 2003 SQ429 | 2003年9月28日  | 安德森台地   | 洛厄尔天文台近地小行星搜寻计划 |
| 小行星302944              | 2003 TU3   | 2003年10月2日  | 基特峰       | 太空监视                       |
| 小行星302945              | 2003 TP6   | 2003年10月1日  | 安德森台地   | 洛厄尔天文台近地小行星搜寻计划 |
| 小行星302946              | 2003 TS20  | 2003年10月15日 | 安德森台地   | 洛厄尔天文台近地小行星搜寻计划 |
| 小行星302947              | 2003 TV36  | 2003年10月1日  | 基特峰       | 太空监视                       |
| 小行星302948              | 2003 UL6   | 2003年10月18日 | 帕洛马山     | 近地小行星追踪                 |
| 小行星302949              | 2003 UH8   | 2003年10月18日 | 帕洛马山     | 近地小行星追踪                 |
| 小行星302950              | 2003 UJ11  | 2003年10月16日 | 安德森台地   | 洛厄尔天文台近地小行星搜寻计划 |
| 小行星302951              | 2003 UF18  | 2003年10月19日 | 基特峰       | 太空监视                       |
| 小行星302952              | 2003 UM41  | 2003年10月17日 | 基特峰       | 太空监视                       |
| 小行星302953              | 2003 UT42  | 2003年10月17日 | 基特峰       | 太空监视                       |
| 小行星302954              | 2003 UG81  | 2003年10月16日 | 安德森台地   | 洛厄尔天文台近地小行星搜寻计划 |
| 小行星302955              | 2003 UQ91  | 2003年10月20日 | 基特峰       | 太空监视                       |
| 小行星302956              | 2003 UA95  | 2003年10月18日 | 基特峰       | 太空监视                       |
| 小行星302957              | 2003 UQ109 | 2003年10月19日 | 基特峰       | 太空监视                       |
| 小行星302958              | 2003 UZ166 | 2003年10月22日 | 索科罗       | 林肯近地小行星研究小组         |
| 小行星302959              | 2003 UU175 | 2003年10月21日 | 安德森台地   | 洛厄尔天文台近地小行星搜寻计划 |
| 小行星302960              | 2003 US179 | 2003年10月21日 | 索科罗       | 林肯近地小行星研究小组         |
| 小行星302961              | 2003 UY209 | 2003年10月23日 | 安德森台地   | 洛厄尔天文台近地小行星搜寻计划 |
| 小行星302962              | 2003 UL219 | 2003年10月21日 | 基特峰       | 太空监视                       |
| 小行星302963              | 2003 UD224 | 2003年10月22日 | 索科罗       | 林肯近地小行星研究小组         |
| 小行星302964              | 2003 US239 | 2003年10月24日 | 索科罗       | 林肯近地小行星研究小组         |
| 小行星302965              | 2003 UT240 | 2003年10月24日 | 基特峰       | 太空监视                       |
| 小行星302966              | 2003 UF241 | 2003年10月24日 | 基特峰       | 太空监视                       |
| 小行星302967              | 2003 UU248 | 2003年10月25日 | 索科罗       | 林肯近地小行星研究小组         |
| 小行星302968              | 2003 UD269 | 2003年10月28日 | 茂宜岛       | 近地小行星追踪                 |
| 小行星302969              | 2003 UT283 | 2003年10月30日 | 索科罗       | 林肯近地小行星研究小组         |
| 小行星302970              | 2003 UL302 | 2003年10月17日 | 基特峰       | 太空监视                       |
| 小行星302971              | 2003 UT302 | 2003年10月17日 | 基特峰       | 太空监视                       |
| 小行星302972              | 2003 UO304 | 2003年10月18日 | 安德森台地   | 洛厄尔天文台近地小行星搜寻计划 |
| 小行星302973              | 2003 UW314 | 2003年10月21日 | 安德森台地   | 洛厄尔天文台近地小行星搜寻计划 |
| 小行星302974              | 2003 UF315 | 2003年10月29日 | 索科罗       | 林肯近地小行星研究小组         |
| 小行星302975              | 2003 UH317 | 2003年10月19日 | 阿帕契點     | 史隆數位巡天                   |
| 小行星302976              | 2003 UK317 | 2003年10月19日 | 阿帕契點     | 史隆數位巡天                   |
| 小行星302977              | 2003 UO327 | 2003年10月17日 | 阿帕契點     | 史隆數位巡天                   |
| 小行星302978              | 2003 UO336 | 2003年10月18日 | 阿帕契點     | 史隆數位巡天                   |
| 小行星302979              | 2003 UK339 | 2003年10月1日  | 基特峰       | 太空监视                       |
| 小行星302980              | 2003 UO357 | 2002年6月13日  | 帕洛马山     | 近地小行星追踪                 |
| 小行星302981              | 2003 UK374 | 2003年10月22日 | 阿帕契點     | 史隆數位巡天                   |
| 小行星302982              | 2003 UA376 | 2003年10月22日 | 阿帕契點     | 史隆數位巡天                   |
| 小行星302983              | 2003 US376 | 2003年10月22日 | 阿帕契點     | 史隆數位巡天                   |
| 小行星302984              | 2003 UB382 | 2003年10月22日 | 阿帕契點     | 史隆數位巡天                   |
| 小行星302985              | 2003 VB4   | 2003年11月14日 | 帕洛马山     | 近地小行星追踪                 |
| 小行星302986              | 2003 VL12  | 2003年11月4日  | 索科罗       | 林肯近地小行星研究小组         |
| 小行星302987              | 2003 WD2   | 2003年11月16日 | 卡特林那     | 卡特林那巡天系统               |
| 小行星302988              | 2003 WH2   | 2003年11月16日 | 基特峰       | 太空监视                       |
| 小行星302989              | 2003 WL3   | 2003年11月16日 | 卡特林那     | 卡特林那巡天系统               |
| 小行星302990              | 2003 WQ22  | 2003年11月20日 | 索科罗       | 林肯近地小行星研究小组         |
| 小行星302991              | 2003 WV23  | 2003年11月18日 | 基特峰       | 太空监视                       |
| 小行星302992              | 2003 WH26  | 2003年11月21日 | 索科罗       | 林肯近地小行星研究小组         |
| 小行星302993              | 2003 WH29  | 2003年11月18日 | 基特峰       | 太空监视                       |
| 小行星302994              | 2003 WR33  | 2003年11月18日 | 帕洛马山     | 近地小行星追踪                 |
| 小行星302995              | 2003 WV34  | 2003年11月19日 | 基特峰       | 太空监视                       |
| 小行星302996              | 2003 WP42  | 2003年11月21日 | 卡特林那     | 卡特林那巡天系统               |
| 小行星302997              | 2003 WE47  | 2003年11月18日 | 帕洛马山     | 近地小行星追踪                 |
| 小行星302998              | 2003 WE52  | 2003年11月19日 | 基特峰       | 太空监视                       |
| 小行星302999              | 2003 WN59  | 2003年11月18日 | 基特峰       | 太空监视                       |
| 小行星303000              | 2003 WN60  | 2003年11月18日 | 帕洛马山     | 近地小行星追踪                 |